# ISO 3166-2:MK
ISO 3166-2:MK é o subconjunto de códigos definido em ISO 3166-2, parte do padrão ISO 3166 publicado pela Organização Internacional para Padronização (ISO), para os nomes das principais subdivisões da Macedônia do Norte.
Os códigos referem-se às 71 municipalidades. Cada código consiste em duas partes separadas por um hífen. A primeira parte é MK, o código ISO 3166-2 alfa-2 da Macedônia do Norte. A segunda parte é de dois dígitos (01–85). Os códigos são atribuídos na ordem alfabética original da alfabeto cirílico macedônico.

## Códigos atuais
Códigos ISO 3166 e nomes das subdivisões estão listados como publicado pela Maintenance Agency (ISO 3166/MA).
As colunas podem ser classificadas clicando nos respectivos botões.
Os nomes das subdivisões são classificados em ordem alfabética macedônica após a romanização (diferente da ordem original em cirílico usada para atribuir os códigos):  a-c, č, d-s, š, t-z, ž.
| Código | Nome da subdivisão (mk) (BGN/PCGN 2013) |
| ------ | --------------------------------------- |
| MK-02  | Aračinovo                               |
| MK-03  | Berovo                                  |
| MK-04  | Bitola                                  |
| MK-05  | Bogdanci                                |
| MK-06  | Bogovinje                               |
| MK-07  | Bosilovo                                |
| MK-08  | Brvenica                                |
| MK-78  | Centar Župa                             |
| MK-80  | Čaška                                   |
| MK-81  | Češinovo-Obleševo                       |
| MK-82  | Čučer Sandevo                           |
| MK-21  | Debar                                   |
| MK-22  | Debarca                                 |
| MK-23  | Delčevo                                 |
| MK-25  | Demir Hisar                             |
| MK-24  | Demir Kapija                            |
| MK-26  | Dojran                                  |
| MK-27  | Dolneni                                 |
| MK-18  | Gevgelija                               |
| MK-19  | Gostivar                                |
| MK-20  | Gradsko                                 |
| MK-34  | Ilinden                                 |
| MK-35  | Jegunovce                               |
| MK-37  | Karbinci                                |
| MK-36  | Kavadarci                               |
| MK-40  | Kičevo                                  |
| MK-42  | Kočani                                  |
| MK-41  | Konče                                   |
| MK-43  | Kratovo                                 |
| MK-44  | Kriva Palanka                           |
| MK-45  | Krivogaštani                            |
| MK-46  | Kruševo                                 |
| MK-47  | Kumanovo                                |
| MK-48  | Lipkovo                                 |
| MK-49  | Lozovo                                  |
| MK-51  | Makedonska Kamenica                     |
| MK-52  | Makedonski Brod                         |
| MK-50  | Mavrovo i Rostuša                       |
| MK-53  | Mogila                                  |
| MK-54  | Negotino                                |
| MK-55  | Novaci                                  |
| MK-56  | Novo Selo                               |
| MK-58  | Ohrid                                   |
| MK-60  | Pehčevo                                 |
| MK-59  | Petrovec                                |
| MK-61  | Plasnica                                |
| MK-62  | Prilep                                  |
| MK-63  | Probištip                               |
| MK-64  | Radoviš                                 |
| MK-65  | Rankovce                                |
| MK-66  | Resen                                   |
| MK-67  | Rosoman                                 |
| MK-85  | Skopje                                  |
| MK-70  | Sopište                                 |
| MK-71  | Staro Nagoričane                        |
| MK-72  | Struga                                  |
| MK-73  | Strumica                                |
| MK-74  | Studeničani                             |
| MK-69  | Sveti Nikole                            |
| MK-83  | Štip                                    |
| MK-75  | Tearce                                  |
| MK-76  | Tetovo                                  |
| MK-10  | Valandovo                               |
| MK-11  | Vasilevo                                |
| MK-13  | Veles                                   |
| MK-12  | Vevčani                                 |
| MK-14  | Vinica                                  |
| MK-16  | Vrapčište                               |
| MK-32  | Zelenikovo                              |
| MK-33  | Zrnovci                                 |
| MK-30  | Želino                                  |

## Mudanças
As alterações a seguir na entrada foram anunciadas em boletim informativos pela ISO 3166/MA desde a primeira publicação da ISO 3166-2 em 1998. A ISO parou de emitir boletins informativos em 2013.
| Boletim      | Data de emissão                      | Descrição da mudança no boletim                                       | Código/Mudança de subdivisão                |
| ------------ | ------------------------------------ | --------------------------------------------------------------------- | ------------------------------------------- |
| Boletim I-8  | 17/04/2007                           | Adição das subdivisões administrativas e de seus elementos de código. | Subdivisões adicionadas: 84 municipalidades |
| Boletim I-9  | 28/11/2007                           | Adição de elementos de código numérico.                               | Códigos: formato alterado (veja abaixo)     |
| Boletim II-3 | 13/12/2011 (corrigido em 15/12/2011) | Reordenação alfabética.                                               |                                             |

As seguintes alterações na entrada estão listadas no catálogo online da ISO, a Plataforma de Navegação Online:
| Data efetiva da mudança | Breve descrição da mudança (pt) |
| ----------------------- | --- |
| 27/11/2015              | Supressão de municípios MK-01, MK-09, MK-15, MK-17, MK-28, MK-29, MK-31, MK-38, MK-39, MK-57, MK-68, MK-77, MK-79, MK-84; supressão da observação; mudar o sistema de romanização; adição de municipalidade MK-85; atualizar a origem da lista. |
| 13/12/2011              | Reordenação alfabética. |

### Códigos modificados no Boletim I-9
| Antes | Depois | Nome da subdivisão  |
| ----- | ------ | ------------------- |
| MK-AD | MK-01  | Aerodrom            |
| MK-AR | MK-02  | Aračinovo           |
| MK-BR | MK-03  | Berovo              |
| MK-TL | MK-04  | Bitola              |
| MK-BG | MK-05  | Bogdanci            |
| MK-VJ | MK-06  | Bogovinje           |
| MK-BS | MK-07  | Bosilovo            |
| MK-BN | MK-08  | Brvenica            |
| MK-BU | MK-09  | Butel               |
| MK-CE | MK-77  | Centar              |
| MK-CZ | MK-78  | Centar Župa         |
| MK-CI | MK-79  | Čair                |
| MK-CA | MK-80  | Čaška               |
| MK-CH | MK-81  | Češinovo-Obleševo   |
| MK-CS | MK-82  | Čučer Sandevo       |
| MK-DB | MK-21  | Debar               |
| MK-DA | MK-22  | Debarca             |
| MK-DL | MK-23  | Delčevo             |
| MK-DM | MK-25  | Demir Hisar         |
| MK-DK | MK-24  | Demir Kapija        |
| MK-SD | MK-26  | Dojran              |
| MK-DE | MK-27  | Dolneni             |
| MK-DR | MK-28  | Drugovo             |
| MK-GB | MK-17  | Gazi Baba           |
| MK-GV | MK-18  | Gevgelija           |
| MK-GP | MK-29  | Gjorče Petrov       |
| MK-GT | MK-19  | Gostivar            |
| MK-GR | MK-20  | Gradsko             |
| MK-IL | MK-34  | Ilinden             |
| MK-JG | MK-35  | Jegunovce           |
| MK-KB | MK-37  | Karbinci            |
| MK-KX | MK-38  | Karpoš              |
| MK-AV | MK-36  | Kavadarci           |
| MK-KH | MK-40  | Kičevo              |
| MK-VD | MK-39  | Kisela Voda         |
| MK-OC | MK-42  | Kočani              |
| MK-KN | MK-41  | Konče               |
| MK-KY | MK-43  | Kratovo             |
| MK-KZ | MK-44  | Kriva Palanka       |
| MK-KG | MK-45  | Krivogaštani        |
| MK-KS | MK-46  | Kruševo             |
| MK-UM | MK-47  | Kumanovo            |
| MK-LI | MK-48  | Lipkovo             |
| MK-LO | MK-49  | Lozovo              |
| MK-MK | MK-51  | Makedonska Kamenica |
| MK-MD | MK-52  | Makedonski Brod     |
| MK-MR | MK-50  | Mavrovo i Rostuša   |
| MK-MG | MK-53  | Mogila              |
| MK-NG | MK-54  | Negotino            |
| MK-NV | MK-55  | Novaci              |
| MK-NS | MK-56  | Novo Selo           |
| MK-OD | MK-58  | Ohrid               |
| MK-OS | MK-57  | Oslomej             |
| MK-PH | MK-60  | Pehčevo             |
| MK-PE | MK-59  | Petrovec            |
| MK-PN | MK-61  | Plasnica            |
| MK-PP | MK-62  | Prilep              |
| MK-PT | MK-63  | Probištip           |
| MK-RV | MK-64  | Radoviš             |
| MK-RN | MK-65  | Rankovce            |
| MK-RE | MK-66  | Resen               |
| MK-RM | MK-67  | Rosoman             |
| MK-AJ | MK-68  | Saraj               |
| MK-SS | MK-70  | Sopište             |
| MK-NA | MK-71  | Staro Nagoričane    |
| MK-UG | MK-72  | Struga              |
| MK-RU | MK-73  | Strumica            |
| MK-SU | MK-74  | Studeničani         |
| MK-SL | MK-69  | Sveti Nikole        |
| MK-ST | MK-83  | Štip                |
| MK-SO | MK-84  | Šuto Orizari        |
| MK-TR | MK-75  | Tearce              |
| MK-ET | MK-76  | Tetovo              |
| MK-VA | MK-10  | Valandovo           |
| MK-VL | MK-11  | Vasilevo            |
| MK-VE | MK-13  | Veles               |
| MK-VV | MK-12  | Vevčani             |
| MK-NI | MK-14  | Vinica              |
| MK-VC | MK-15  | Vraneštica          |
| MK-VH | MK-16  | Vrapčište           |
| MK-ZA | MK-31  | Zajas               |
| MK-ZK | MK-32  | Zelenikovo          |
| MK-ZR | MK-33  | Zrnovci             |
| MK-ZE | MK-30  | Želino              |

### Códigos deletados em 27 de novembro de 2015
| Código antigo | Nome da subdivisão | Na Grande Skopje |
| ------------- | ------------------ | ---------------- |
| MK-01         | Aerodrom           | †                |
| MK-09         | Butel              | †                |
| MK-77         | Centar             | †                |
| MK-79         | Čair               | †                |
| MK-28         | Drugovo            |                  |
| MK-17         | Gazi Baba          | †                |
| MK-29         | Gjorče Petrov      | †                |
| MK-38         | Karpoš             | †                |
| MK-39         | Kisela Voda        | †                |
| MK-57         | Oslomej            |                  |
| MK-68         | Saraj              | †                |
| MK-84         | Šuto Orizari       | †                |
| MK-15         | Vraneštica         |                  |
| MK-31         | Zajas              |                  |